# World RX de Gran Bretaña
El World RX de Gran Bretaña es un evento de Rallycross en Gran Bretaña válido para el Campeonato Mundial de Rallycross. La carrera se celebró por primera vez en la temporada 2014, en el Circuito de Lydden Hill en la localidad de Wootton, Kent.

## Ganadores
| 2014 | Andreas Bakkerud     | Petter Solberg       | Toomas Heikkinen     | Petter Solberg       | Toomas Heikkinen     | Reinis Nitišs        | Andreas Bakkerud     |
| 2015 | Petter Solberg       | Petter Solberg       | Andrew Jordan        | Mattias Ekström      | Petter Solberg       | Mattias Ekström      | Petter Solberg       |
| Año  | Ganador Qualifying 1 | Ganador Qualifying 2 | Ganador Qualifying 3 | Ganador Qualifying 4 | Ganador Semifinal 1  | Ganador Semifinal 2  | Ganador Final        |
| 2016 | Petter Solberg       | Petter Solberg       | Petter Solberg       | Andreas Bakkerud     | Petter Solberg       | Mattias Ekström      | Mattias Ekström      |
| 2017 | Petter Solberg       | Petter Solberg       | Petter Solberg       | Timmy Hansen         | Petter Solberg       | Johan Kristoffersson | Petter Solberg       |
| 2018 | Petter Solberg       | Timmy Hansen         | Johan Kristoffersson | Johan Kristoffersson | Johan Kristoffersson | Sébastien Loeb       | Johan Kristoffersson |
| 2019 | Timmy Hansen         | Timmy Hansen         | Andreas Bakkerud     | Andreas Bakkerud     | Timmy Hansen         | Andreas Bakkerud     | Timmy Hansen         |